# Maicon (football, septembre 1988)
Pour les articles homonymes, voir Maicon.
Maicon Pereira Roque, dit Maicon, est un footballeur brésilien né le 14 septembre 1988 à Barretos au Brésil. Il joue au poste de défenseur central au Coritiba FC.
Souvent comparé à Pepe du fait de caractéristiques physiques semblables et d'avoir tous deux évolué dans un club Madeirenses, après une saison de très bonne qualité au CD Nacional, il est recruté par le FC Porto.

## Palmarès
- Vainqueur du Champion du Portugal en 2011, 2012 et 2013 avec le FC Porto
- Vainqueur de la Coupe du Portugal en 2010 avec le FC Porto
- Vainqueur de la Supercoupe du Portugal en 2010 avec le FC Porto
- Vainqueur de la Ligue Europa en 2011 avec le FC Porto
- Finaliste de la Coupe de la Ligue en 2013 avec le FC Porto